# 卢声道
卢声道（1936年—），男，安徽安庆人，中华人民共和国政治人物，曾任青海省人大常委会副主任，安徽省人大常委会副主任。